# Classique de Saint-Sébastien 2019
La Classique de Saint-Sébastien 2019 est la 39e édition de cette course cycliste masculine sur route. Elle a lieu le 3 août 2019 au Pays basque, en Espagne, et fait partie du calendrier UCI World Tour 2019. Elle est remportée par le jeune Belge Remco Evenepoel qui gagne sa première course de catégorie UCI World Tour.

## Équipes
La Classique de Saint-Sébastien fait partie du calendrier de l'UCI World Tour, les dix-huit « World Teams » y participent. Quatre équipes continentales professionnelles sont invitées : Caja Rural Seguros RGA, Euskadi Basque Country Murias et Burgos BH, qui sont les trois équipes espagnoles évoluant à ce niveau, et l'équipe française Cofidis. Les vingt-deux équipes participant à la course sont donc les suivantes :
| WorldTeams (18)- Deceuninck-Quick Step - AG2R La Mondiale - Astana - Bora-hansgrohe - CCC Team - EF Education First - Groupama-FDJ - Ineos - Lotto Soudal - Movistar Team - Mitchelton-Scott - Team Sunweb - Bahrain-Merida - Dimension Data - Trek-Segafredo - Team Jumbo-Visma - Katusha-Alpecin - UAE Team Emirates Équipes continentales professionnelles (4)- Burgos-BH - Caja Rural-Seguros RGA - Cofidis, Solutions Crédits - Euskadi Basque Country-Murias |
| |

## Récit de la course
De nombreux favoris (Julian Alaphilippe, Egan Bernal, Adam Yates), qui semblent sortis épuisés du Tour de France, sont rapidement hors de portée de la victoire. La Movistar impose le rythme dans le peloton, avec notamment Mikel Landa. Ses coureurs écrèment le peloton. Remco Evenepoel fait partie des lâchés. Il réussit cependant à revenir dans la vallée précédant la dernière ascension. Quelques kilomètres avant celle-ci, Toms Skujins attaque et Evenepoel est le seul à faire l'effort pour le suivre. Face à des Movistar émoussés par l'effort violent qu'ils ont effectué, les deux hommes prennent de l'avance. Dans la côte finale, Skujins craque et laisse Evenepoel seul. Le jeune Belge résiste et s'en va s'imposer loin devant un gros groupe. Greg Van Avermaet et Marc Hirschi en sont les coureurs les plus rapides au sprint, et terminent donc respectivement deuxième et troisième de la course.

## Classement final
| \| Classement général \| Classement général \| Classement général \| Classement général \| Classement général \| \| Coureur \| Coureur \| Pays \| Équipe \| Temps \| \| ------------------ \| ------------------ \| ------------------ \| --------------------- \| ------------------ \| \| 1er \| Remco Evenepoel \| Belgique \| Deceuninck-Quick Step \| 5 h 44 min 27 s \| \| 2e \| Greg Van Avermaet \| Belgique \| CCC Team \| + 38 s \| \| 3e \| Marc Hirschi \| Suisse \| Team Sunweb \| + 38 s \| \| 4e \| Gorka Izagirre \| Espagne \| Astana \| + 38 s \| \| 5e \| Bauke Mollema \| Pays-Bas \| Trek-Segafredo \| + 38 s \| \| 6e \| Patrick Konrad \| Autriche \| Bora-Hansgrohe \| + 38 s \| \| 7e \| Jelle Vanendert \| Belgique \| Lotto-Soudal \| + 38 s \| \| 8e \| Enric Mas \| Espagne \| Deceuninck-Quick Step \| + 38 s \| \| 9e \| Michael Woods \| Canada \| EF Education First \| + 38 s \| \| 10e \| Alejandro Valverde \| Espagne \| Movistar Team \| + 38 s \| |                    |          |                       |                 |
| |                    |          |                       |                 |
| Source : ProCyclingStats |                    |          |                       |                 |
| Classement général |                    |          |                       |                 |
| Coureur | Coureur            | Pays     | Équipe                | Temps           |
| 1er | Remco Evenepoel    | Belgique | Deceuninck-Quick Step | 5 h 44 min 27 s |
| 2e | Greg Van Avermaet  | Belgique | CCC Team              | + 38 s          |
| 3e | Marc Hirschi       | Suisse   | Team Sunweb           | + 38 s          |
| 4e | Gorka Izagirre     | Espagne  | Astana                | + 38 s          |
| 5e | Bauke Mollema      | Pays-Bas | Trek-Segafredo        | + 38 s          |
| 6e | Patrick Konrad     | Autriche | Bora-Hansgrohe        | + 38 s          |
| 7e | Jelle Vanendert    | Belgique | Lotto-Soudal          | + 38 s          |
| 8e | Enric Mas          | Espagne  | Deceuninck-Quick Step | + 38 s          |
| 9e | Michael Woods      | Canada   | EF Education First    | + 38 s          |
| 10e | Alejandro Valverde | Espagne  | Movistar Team         | + 38 s          |

## Liste des participants
| Deceuninck-Quick Step DQT | Deceuninck-Quick Step DQT | Deceuninck-Quick Step DQT |
| ------------------------- | ------------------------- | ------------------------- |
| Num                       | Coureur                   | Pos                       |
| 1                         | Julian Alaphilippe (FRA)  | AB                        |
| 2                         | Eros Capecchi (ITA)       | AB                        |
| 3                         | Tim Declercq (BEL)        | AB                        |
| 4                         | Dries Devenyns (BEL)      | 26e                       |
| 5                         | Remco Evenepoel (BEL)     | 1er                       |
| 6                         | Mikkel Honoré (DEN)       | 40e                       |
| 7                         | Enric Mas (ESP)           | 8e                        |

| AG2R La Mondiale ALM | AG2R La Mondiale ALM         | AG2R La Mondiale ALM |
| -------------------- | ---------------------------- | -------------------- |
| Num                  | Coureur                      | Pos                  |
| 11                   | Tony Gallopin (FRA)          | 35e                  |
| 12                   | François Bidard (FRA)        | 68e                  |
| 13                   | Aurélien Paret-Peintre (FRA) | 50e                  |
| 14                   | Hubert Dupont (FRA)          | AB                   |
| 15                   | Jaakko Hänninen (FIN)        | 46e                  |
| 16                   | Nans Peters (FRA)            | 63e                  |
| 17                   | Lawrence Warbasse (USA)      | 42e                  |

| Astana AST | Astana AST                  | Astana AST |
| ---------- | --------------------------- | ---------- |
| Num        | Coureur                     | Pos        |
| 21         | Gorka Izagirre (ESP)        | 4e         |
| 22         | Pello Bilbao (ESP)          | 19e        |
| 23         | Davide Ballerini (ITA)      | AB         |
| 24         | Omar Fraile (ESP)           | 34e        |
| 25         | Jonas Gregaard Wilsly (DEN) | 73e        |
| 26         | Zhandos Bizhigitov (KAZ)    | AB         |
| 27         | Davide Villella (ITA)       | 47e        |

| Bora-Hansgrohe BOH | Bora-Hansgrohe BOH           | Bora-Hansgrohe BOH |
| ------------------ | ---------------------------- | ------------------ |
| Num                | Coureur                      | Pos                |
| 31                 | Patrick Konrad (AUT) (route) | 6e                 |
| 32                 | Oscar Gatto (ITA)            | AB                 |
| 33                 | Felix Großschartner (AUT)    | AB                 |
| 34                 | Jay McCarthy (AUS)           | 51e                |
| 35                 | Gregor Mühlberger (AUT)      | 22e                |
| 36                 | Christoph Pfingsten (GER)    | AB                 |
| 37                 | Daniel Oss (ITA)             | AB                 |

| CCC Team CCC | CCC Team CCC             | CCC Team CCC |
| ------------ | ------------------------ | ------------ |
| Num          | Coureur                  | Pos          |
| 41           | Greg Van Avermaet (BEL)  | 2e           |
| 42           | William Barta (USA)      | AB           |
| 43           | Josef Černý (CZE)        | AB           |
| 44           | Víctor de la Parte (ESP) | 64e          |
| 45           | Joey Rosskopf (USA)      | 54e          |
| 46           | Patrick Bevin (NZL)      | AB           |
| 47           | Riccardo Zoidl (AUT)     | 56e          |

| EF Education First EF1 | EF Education First EF1         | EF Education First EF1 |
| ---------------------- | ------------------------------ | ---------------------- |
| Num                    | Coureur                        | Pos                    |
| 51                     | Simon Clarke (AUS)             | 20e                    |
| 52                     | Jonathan Caicedo (ECU) (route) | 33e                    |
| 53                     | Hugh Carthy (GBR)              | 14e                    |
| 54                     | Joe Dombrowski (USA)           | AB                     |
| 55                     | Alex Howes (USA) (route)       | AB                     |
| 56                     | James Whelan (AUS)             | AB                     |
| 57                     | Michael Woods (CAN)            | 9e                     |

| Groupama-FDJ GFC | Groupama-FDJ GFC        | Groupama-FDJ GFC |
| ---------------- | ----------------------- | ---------------- |
| Num              | Coureur                 | Pos              |
| 61               | Rudy Molard (FRA)       | 12e              |
| 62               | David Gaudu (FRA)       | AB               |
| 63               | Kevin Geniets (LUX)     | AB               |
| 64               | Tobias Ludvigsson (SWE) | AB               |
| 65               | Valentin Madouas (FRA)  | 21e              |
| 66               | Miles Scotson (AUS)     | AB               |
| 67               | Anthony Roux (FRA)      | 27e              |

| Team Ineos INS | Team Ineos INS             | Team Ineos INS |
| -------------- | -------------------------- | -------------- |
| Num            | Coureur                    | Pos            |
| 71             | Egan Bernal (COL)          | AB             |
| 72             | Jonathan Castroviejo (ESP) | 31e            |
| 73             | Eddie Dunbar (IRL)         | 15e            |
| 74             | Kenny Elissonde (FRA)      | 52e            |
| 75             | Wout Poels (NED)           | AB             |
| 76             | David de la Cruz (ESP)     | AB             |
| 77             | Iván Sosa (COL)            | AB             |

| Lotto-Soudal LTS | Lotto-Soudal LTS         | Lotto-Soudal LTS |
| ---------------- | ------------------------ | ---------------- |
| Num              | Coureur                  | Pos              |
| 81               | Tim Wellens (BEL)        | AB               |
| 82               | Tiesj Benoot (BEL)       | AB               |
| 83               | Jens Keukeleire (BEL)    | 43e              |
| 84               | Rémy Mertz (BEL)         | AB               |
| 85               | Maxime Monfort (BEL)     | AB               |
| 86               | Tosh Van der Sande (BEL) | AB               |
| 87               | Jelle Vanendert (BEL)    | 7e               |

| Movistar Team MOV | Movistar Team MOV                | Movistar Team MOV |
| ----------------- | -------------------------------- | ----------------- |
| Num               | Coureur                          | Pos               |
| 91                | Mikel Landa (ESP)                | AB                |
| 92                | Andrey Amador (CRC)              | 62e               |
| 93                | Jorge Arcas (ESP)                | AB                |
| 94                | Antonio Pedrero (ESP)            | 61e               |
| 95                | Héctor Carretero (ESP)           | AB                |
| 96                | Alejandro Valverde (ESP) (route) | 10e               |
| 97                | Carlos Verona (ESP)              | AB                |

| Mitchelton-Scott MTS | Mitchelton-Scott MTS   | Mitchelton-Scott MTS |
| -------------------- | ---------------------- | -------------------- |
| Num                  | Coureur                | Pos                  |
| 101                  | Adam Yates (GBR)       | AB                   |
| 102                  | Brent Bookwalter (USA) | 23e                  |
| 103                  | Luke Durbridge (AUS)   | AB                   |
| 104                  | Dion Smith (NZL)       | 45e                  |
| 105                  | Callum Scotson (AUS)   | AB                   |
| 106                  | Lucas Hamilton (AUS)   | 24e                  |
| 107                  | Simon Yates (GBR)      | AB                   |

| Team Sunweb SUN | Team Sunweb SUN           | Team Sunweb SUN |
| --------------- | ------------------------- | --------------- |
| Num             | Coureur                   | Pos             |
| 111             | Nicolas Roche (IRL)       | 59e             |
| 112             | Johannes Fröhlinger (GER) | 66e             |
| 113             | Jan Bakelants (BEL)       | 44e             |
| 114             | Marc Hirschi (SUI)        | 3e              |
| 115             | Chad Haga (USA)           | AB              |
| 116             | Florian Stork (GER)       | AB              |
| 117             | Louis Vervaeke (BEL)      | AB              |

| Bahrain-Merida TBM | Bahrain-Merida TBM        | Bahrain-Merida TBM |
| ------------------ | ------------------------- | ------------------ |
| Num                | Coureur                   | Pos                |
| 121                | Iván García Cortina (ESP) | AB                 |
| 122                | Valerio Agnoli (ITA)      | AB                 |
| 123                | Grega Bole (SLO)          | AB                 |
| 124                | Wang Meiyin (CHN)         | AB                 |
| 125                | Andrea Garosio (ITA)      | AB                 |
| 126                | Antonio Nibali (ITA)      | AB                 |
| 127                | Mark Padun (UKR)          | 18e                |

| Dimension Data TDD | Dimension Data TDD               | Dimension Data TDD |
| ------------------ | -------------------------------- | ------------------ |
| Num                | Coureur                          | Pos                |
| 131                | Roman Kreuziger (CZE)            | 17e                |
| 132                | Nicholas Dlamini (RSA)           | AB                 |
| 133                | Amanuel Ghebreigzabhier (ERI)    | AB                 |
| 134                | Jacques Janse van Rensburg (RSA) | 79e                |
| 135                | Scott Davies (GBR)               | AB                 |
| 136                | Louis Meintjes (RSA)             | 58e                |
| 137                | Danilo Wyss (SUI)                | AB                 |

| Trek-Segafredo TFS | Trek-Segafredo TFS         | Trek-Segafredo TFS |
| ------------------ | -------------------------- | ------------------ |
| Num                | Coureur                    | Pos                |
| 141                | Bauke Mollema (NED)        | 5e                 |
| 142                | Julien Bernard (FRA)       | 30e                |
| 143                | Giulio Ciccone (ITA)       | 11e                |
| 144                | Niklas Eg (DEN)            | 65e                |
| 145                | Fabio Felline (ITA)        | AB                 |
| 146                | Markel Irizar (ESP)        | 75e                |
| 147                | Toms Skujiņš (LAT) (route) | 13e                |

| Team Jumbo-Visma TJV | Team Jumbo-Visma TJV    | Team Jumbo-Visma TJV |
| -------------------- | ----------------------- | -------------------- |
| Num                  | Coureur                 | Pos                  |
| 152                  | Koen Bouwman (NED)      | 78e                  |
| 153                  | Laurens De Plus (BEL)   | AB                   |
| 154                  | Floris De Tier (BEL)    | 38e                  |
| 155                  | Sepp Kuss (USA)         | 25e                  |
| 156                  | Bert-Jan Lindeman (NED) | AB                   |
| 157                  | Paul Martens (GER)      | AB                   |

| Katusha-Alpecin TKA | Katusha-Alpecin TKA          | Katusha-Alpecin TKA |
| ------------------- | ---------------------------- | ------------------- |
| Num                 | Coureur                      | Pos                 |
| 161                 | Ilnur Zakarin (RUS)          | AB                  |
| 162                 | José Gonçalves (POR)         | AB                  |
| 163                 | Ruben Guerreiro (POR)        | 55e                 |
| 164                 | Steff Cras (BEL)             | AB                  |
| 165                 | Viatcheslav Kouznetsov (RUS) | AB                  |
| 166                 | Willie Smit (RSA)            | 67e                 |

| UAE Team Emirates UAD | UAE Team Emirates UAD       | UAE Team Emirates UAD |
| --------------------- | --------------------------- | --------------------- |
| Num                   | Coureur                     | Pos                   |
| 171                   | Dan Martin (IRL)            | 32e                   |
| 172                   | Rui Costa (POR)             | 49e                   |
| 173                   | Sebastián Molano (COL)      | AB                    |
| 174                   | Tadej Pogačar (SLO)         | AB                    |
| 175                   | Jan Polanc (SLO)            | 53e                   |
| 176                   | Aleksandr Riabushenko (BLR) | 71e                   |
| 177                   | Rory Sutherland (AUS)       | AB                    |

| Burgos-BH BBH | Burgos-BH BBH         | Burgos-BH BBH |
| ------------- | --------------------- | ------------- |
| Num           | Coureur               | Pos           |
| 181           | Ángel Madrazo (ESP)   | AB            |
| 182           | Jetse Bol (NED)       | 76e           |
| 183           | Jorge Cubero (ESP)    | AB            |
| 184           | Jesús Ezquerra (ESP)  | AB            |
| 185           | José Neves (POR)      | AB            |
| 186           | Diego Rubio (ESP)     | 77e           |
| 187           | Nícolas Sessler (BRA) | 81e           |

| Caja Rural-Seguros RGA CJR | Caja Rural-Seguros RGA CJR | Caja Rural-Seguros RGA CJR |
| -------------------------- | -------------------------- | -------------------------- |
| Num                        | Coureur                    | Pos                        |
| 191                        | Alex Aranburu (ESP)        | 39e                        |
| 192                        | Sergey Chernetskiy (RUS)   | 28e                        |
| 193                        | Jon Irisarri (ESP)         | AB                         |
| 194                        | Jonathan Lastra (ESP)      | 36e                        |
| 195                        | Joel Nicolau (ESP)         | 80e                        |
| 196                        | Cristian Rodríguez (ESP)   | 57e                        |
| 197                        | Gonzalo Serrano (ESP)      | 60e                        |

| Cofidis, Solutions Crédits COF | Cofidis, Solutions Crédits COF | Cofidis, Solutions Crédits COF |
| ------------------------------ | ------------------------------ | ------------------------------ |
| Num                            | Coureur                        | Pos                            |
| 201                            | Stéphane Rossetto (FRA)        | 48e                            |
| 202                            | Pierre-Luc Périchon (FRA)      | AB                             |
| 203                            | Geoffrey Soupe (FRA)           | AB                             |
| 204                            | Damien Touzé (FRA)             | 74e                            |
| 205                            | Cyril Lemoine (FRA)            | AB                             |
| 206                            | Anthony Perez (FRA)            | 29e                            |
| 207                            | Julien Simon (FRA)             | 16e                            |

| Euskadi Basque Country-Murias EUS | Euskadi Basque Country-Murias EUS  | Euskadi Basque Country-Murias EUS |
| --------------------------------- | ---------------------------------- | --------------------------------- |
| Num                               | Coureur                            | Pos                               |
| 211                               | Óscar Rodríguez Garaicoechea (ESP) | 37e                               |
| 212                               | Aritz Bagües (ESP)                 | AB                                |
| 213                               | Fernando Barceló (ESP)             | 69e                               |
| 214                               | Cyril Barthe (FRA)                 | 72e                               |
| 215                               | Ander Barrenetxea (ESP)            | AB                                |
| 216                               | Garikoitz Bravo (ESP)              | 70e                               |
| 217                               | Mikel Iturria (ESP)                | 41e                               |

| Deceuninck-Quick Step DQT | Deceuninck-Quick Step DQT | Deceuninck-Quick Step DQT |
| ------------------------- | ------------------------- | ------------------------- |
| Num                       | Coureur                   | Pos                       |
| 1                         | Julian Alaphilippe (FRA)  | AB                        |
| 2                         | Eros Capecchi (ITA)       | AB                        |
| 3                         | Tim Declercq (BEL)        | AB                        |
| 4                         | Dries Devenyns (BEL)      | 26e                       |
| 5                         | Remco Evenepoel (BEL)     | 1er                       |
| 6                         | Mikkel Honoré (DEN)       | 40e                       |
| 7                         | Enric Mas (ESP)           | 8e                        |

| AG2R La Mondiale ALM | AG2R La Mondiale ALM         | AG2R La Mondiale ALM |
| -------------------- | ---------------------------- | -------------------- |
| Num                  | Coureur                      | Pos                  |
| 11                   | Tony Gallopin (FRA)          | 35e                  |
| 12                   | François Bidard (FRA)        | 68e                  |
| 13                   | Aurélien Paret-Peintre (FRA) | 50e                  |
| 14                   | Hubert Dupont (FRA)          | AB                   |
| 15                   | Jaakko Hänninen (FIN)        | 46e                  |
| 16                   | Nans Peters (FRA)            | 63e                  |
| 17                   | Lawrence Warbasse (USA)      | 42e                  |

| Astana AST | Astana AST                  | Astana AST |
| ---------- | --------------------------- | ---------- |
| Num        | Coureur                     | Pos        |
| 21         | Gorka Izagirre (ESP)        | 4e         |
| 22         | Pello Bilbao (ESP)          | 19e        |
| 23         | Davide Ballerini (ITA)      | AB         |
| 24         | Omar Fraile (ESP)           | 34e        |
| 25         | Jonas Gregaard Wilsly (DEN) | 73e        |
| 26         | Zhandos Bizhigitov (KAZ)    | AB         |
| 27         | Davide Villella (ITA)       | 47e        |

| Bora-Hansgrohe BOH | Bora-Hansgrohe BOH           | Bora-Hansgrohe BOH |
| ------------------ | ---------------------------- | ------------------ |
| Num                | Coureur                      | Pos                |
| 31                 | Patrick Konrad (AUT) (route) | 6e                 |
| 32                 | Oscar Gatto (ITA)            | AB                 |
| 33                 | Felix Großschartner (AUT)    | AB                 |
| 34                 | Jay McCarthy (AUS)           | 51e                |
| 35                 | Gregor Mühlberger (AUT)      | 22e                |
| 36                 | Christoph Pfingsten (GER)    | AB                 |
| 37                 | Daniel Oss (ITA)             | AB                 |

| CCC Team CCC | CCC Team CCC             | CCC Team CCC |
| ------------ | ------------------------ | ------------ |
| Num          | Coureur                  | Pos          |
| 41           | Greg Van Avermaet (BEL)  | 2e           |
| 42           | William Barta (USA)      | AB           |
| 43           | Josef Černý (CZE)        | AB           |
| 44           | Víctor de la Parte (ESP) | 64e          |
| 45           | Joey Rosskopf (USA)      | 54e          |
| 46           | Patrick Bevin (NZL)      | AB           |
| 47           | Riccardo Zoidl (AUT)     | 56e          |

| EF Education First EF1 | EF Education First EF1         | EF Education First EF1 |
| ---------------------- | ------------------------------ | ---------------------- |
| Num                    | Coureur                        | Pos                    |
| 51                     | Simon Clarke (AUS)             | 20e                    |
| 52                     | Jonathan Caicedo (ECU) (route) | 33e                    |
| 53                     | Hugh Carthy (GBR)              | 14e                    |
| 54                     | Joe Dombrowski (USA)           | AB                     |
| 55                     | Alex Howes (USA) (route)       | AB                     |
| 56                     | James Whelan (AUS)             | AB                     |
| 57                     | Michael Woods (CAN)            | 9e                     |

| Groupama-FDJ GFC | Groupama-FDJ GFC        | Groupama-FDJ GFC |
| ---------------- | ----------------------- | ---------------- |
| Num              | Coureur                 | Pos              |
| 61               | Rudy Molard (FRA)       | 12e              |
| 62               | David Gaudu (FRA)       | AB               |
| 63               | Kevin Geniets (LUX)     | AB               |
| 64               | Tobias Ludvigsson (SWE) | AB               |
| 65               | Valentin Madouas (FRA)  | 21e              |
| 66               | Miles Scotson (AUS)     | AB               |
| 67               | Anthony Roux (FRA)      | 27e              |

| Team Ineos INS | Team Ineos INS             | Team Ineos INS |
| -------------- | -------------------------- | -------------- |
| Num            | Coureur                    | Pos            |
| 71             | Egan Bernal (COL)          | AB             |
| 72             | Jonathan Castroviejo (ESP) | 31e            |
| 73             | Eddie Dunbar (IRL)         | 15e            |
| 74             | Kenny Elissonde (FRA)      | 52e            |
| 75             | Wout Poels (NED)           | AB             |
| 76             | David de la Cruz (ESP)     | AB             |
| 77             | Iván Sosa (COL)            | AB             |

| Lotto-Soudal LTS | Lotto-Soudal LTS         | Lotto-Soudal LTS |
| ---------------- | ------------------------ | ---------------- |
| Num              | Coureur                  | Pos              |
| 81               | Tim Wellens (BEL)        | AB               |
| 82               | Tiesj Benoot (BEL)       | AB               |
| 83               | Jens Keukeleire (BEL)    | 43e              |
| 84               | Rémy Mertz (BEL)         | AB               |
| 85               | Maxime Monfort (BEL)     | AB               |
| 86               | Tosh Van der Sande (BEL) | AB               |
| 87               | Jelle Vanendert (BEL)    | 7e               |

| Movistar Team MOV | Movistar Team MOV                | Movistar Team MOV |
| ----------------- | -------------------------------- | ----------------- |
| Num               | Coureur                          | Pos               |
| 91                | Mikel Landa (ESP)                | AB                |
| 92                | Andrey Amador (CRC)              | 62e               |
| 93                | Jorge Arcas (ESP)                | AB                |
| 94                | Antonio Pedrero (ESP)            | 61e               |
| 95                | Héctor Carretero (ESP)           | AB                |
| 96                | Alejandro Valverde (ESP) (route) | 10e               |
| 97                | Carlos Verona (ESP)              | AB                |

| Mitchelton-Scott MTS | Mitchelton-Scott MTS   | Mitchelton-Scott MTS |
| -------------------- | ---------------------- | -------------------- |
| Num                  | Coureur                | Pos                  |
| 101                  | Adam Yates (GBR)       | AB                   |
| 102                  | Brent Bookwalter (USA) | 23e                  |
| 103                  | Luke Durbridge (AUS)   | AB                   |
| 104                  | Dion Smith (NZL)       | 45e                  |
| 105                  | Callum Scotson (AUS)   | AB                   |
| 106                  | Lucas Hamilton (AUS)   | 24e                  |
| 107                  | Simon Yates (GBR)      | AB                   |

| Team Sunweb SUN | Team Sunweb SUN           | Team Sunweb SUN |
| --------------- | ------------------------- | --------------- |
| Num             | Coureur                   | Pos             |
| 111             | Nicolas Roche (IRL)       | 59e             |
| 112             | Johannes Fröhlinger (GER) | 66e             |
| 113             | Jan Bakelants (BEL)       | 44e             |
| 114             | Marc Hirschi (SUI)        | 3e              |
| 115             | Chad Haga (USA)           | AB              |
| 116             | Florian Stork (GER)       | AB              |
| 117             | Louis Vervaeke (BEL)      | AB              |

| Bahrain-Merida TBM | Bahrain-Merida TBM        | Bahrain-Merida TBM |
| ------------------ | ------------------------- | ------------------ |
| Num                | Coureur                   | Pos                |
| 121                | Iván García Cortina (ESP) | AB                 |
| 122                | Valerio Agnoli (ITA)      | AB                 |
| 123                | Grega Bole (SLO)          | AB                 |
| 124                | Wang Meiyin (CHN)         | AB                 |
| 125                | Andrea Garosio (ITA)      | AB                 |
| 126                | Antonio Nibali (ITA)      | AB                 |
| 127                | Mark Padun (UKR)          | 18e                |

| Dimension Data TDD | Dimension Data TDD               | Dimension Data TDD |
| ------------------ | -------------------------------- | ------------------ |
| Num                | Coureur                          | Pos                |
| 131                | Roman Kreuziger (CZE)            | 17e                |
| 132                | Nicholas Dlamini (RSA)           | AB                 |
| 133                | Amanuel Ghebreigzabhier (ERI)    | AB                 |
| 134                | Jacques Janse van Rensburg (RSA) | 79e                |
| 135                | Scott Davies (GBR)               | AB                 |
| 136                | Louis Meintjes (RSA)             | 58e                |
| 137                | Danilo Wyss (SUI)                | AB                 |

| Trek-Segafredo TFS | Trek-Segafredo TFS         | Trek-Segafredo TFS |
| ------------------ | -------------------------- | ------------------ |
| Num                | Coureur                    | Pos                |
| 141                | Bauke Mollema (NED)        | 5e                 |
| 142                | Julien Bernard (FRA)       | 30e                |
| 143                | Giulio Ciccone (ITA)       | 11e                |
| 144                | Niklas Eg (DEN)            | 65e                |
| 145                | Fabio Felline (ITA)        | AB                 |
| 146                | Markel Irizar (ESP)        | 75e                |
| 147                | Toms Skujiņš (LAT) (route) | 13e                |

| Team Jumbo-Visma TJV | Team Jumbo-Visma TJV    | Team Jumbo-Visma TJV |
| -------------------- | ----------------------- | -------------------- |
| Num                  | Coureur                 | Pos                  |
| 152                  | Koen Bouwman (NED)      | 78e                  |
| 153                  | Laurens De Plus (BEL)   | AB                   |
| 154                  | Floris De Tier (BEL)    | 38e                  |
| 155                  | Sepp Kuss (USA)         | 25e                  |
| 156                  | Bert-Jan Lindeman (NED) | AB                   |
| 157                  | Paul Martens (GER)      | AB                   |

| Katusha-Alpecin TKA | Katusha-Alpecin TKA          | Katusha-Alpecin TKA |
| ------------------- | ---------------------------- | ------------------- |
| Num                 | Coureur                      | Pos                 |
| 161                 | Ilnur Zakarin (RUS)          | AB                  |
| 162                 | José Gonçalves (POR)         | AB                  |
| 163                 | Ruben Guerreiro (POR)        | 55e                 |
| 164                 | Steff Cras (BEL)             | AB                  |
| 165                 | Viatcheslav Kouznetsov (RUS) | AB                  |
| 166                 | Willie Smit (RSA)            | 67e                 |

| UAE Team Emirates UAD | UAE Team Emirates UAD       | UAE Team Emirates UAD |
| --------------------- | --------------------------- | --------------------- |
| Num                   | Coureur                     | Pos                   |
| 171                   | Dan Martin (IRL)            | 32e                   |
| 172                   | Rui Costa (POR)             | 49e                   |
| 173                   | Sebastián Molano (COL)      | AB                    |
| 174                   | Tadej Pogačar (SLO)         | AB                    |
| 175                   | Jan Polanc (SLO)            | 53e                   |
| 176                   | Aleksandr Riabushenko (BLR) | 71e                   |
| 177                   | Rory Sutherland (AUS)       | AB                    |

| Burgos-BH BBH | Burgos-BH BBH         | Burgos-BH BBH |
| ------------- | --------------------- | ------------- |
| Num           | Coureur               | Pos           |
| 181           | Ángel Madrazo (ESP)   | AB            |
| 182           | Jetse Bol (NED)       | 76e           |
| 183           | Jorge Cubero (ESP)    | AB            |
| 184           | Jesús Ezquerra (ESP)  | AB            |
| 185           | José Neves (POR)      | AB            |
| 186           | Diego Rubio (ESP)     | 77e           |
| 187           | Nícolas Sessler (BRA) | 81e           |

| Caja Rural-Seguros RGA CJR | Caja Rural-Seguros RGA CJR | Caja Rural-Seguros RGA CJR |
| -------------------------- | -------------------------- | -------------------------- |
| Num                        | Coureur                    | Pos                        |
| 191                        | Alex Aranburu (ESP)        | 39e                        |
| 192                        | Sergey Chernetskiy (RUS)   | 28e                        |
| 193                        | Jon Irisarri (ESP)         | AB                         |
| 194                        | Jonathan Lastra (ESP)      | 36e                        |
| 195                        | Joel Nicolau (ESP)         | 80e                        |
| 196                        | Cristian Rodríguez (ESP)   | 57e                        |
| 197                        | Gonzalo Serrano (ESP)      | 60e                        |

| Cofidis, Solutions Crédits COF | Cofidis, Solutions Crédits COF | Cofidis, Solutions Crédits COF |
| ------------------------------ | ------------------------------ | ------------------------------ |
| Num                            | Coureur                        | Pos                            |
| 201                            | Stéphane Rossetto (FRA)        | 48e                            |
| 202                            | Pierre-Luc Périchon (FRA)      | AB                             |
| 203                            | Geoffrey Soupe (FRA)           | AB                             |
| 204                            | Damien Touzé (FRA)             | 74e                            |
| 205                            | Cyril Lemoine (FRA)            | AB                             |
| 206                            | Anthony Perez (FRA)            | 29e                            |
| 207                            | Julien Simon (FRA)             | 16e                            |

| Euskadi Basque Country-Murias EUS | Euskadi Basque Country-Murias EUS  | Euskadi Basque Country-Murias EUS |
| --------------------------------- | ---------------------------------- | --------------------------------- |
| Num                               | Coureur                            | Pos                               |
| 211                               | Óscar Rodríguez Garaicoechea (ESP) | 37e                               |
| 212                               | Aritz Bagües (ESP)                 | AB                                |
| 213                               | Fernando Barceló (ESP)             | 69e                               |
| 214                               | Cyril Barthe (FRA)                 | 72e                               |
| 215                               | Ander Barrenetxea (ESP)            | AB                                |
| 216                               | Garikoitz Bravo (ESP)              | 70e                               |
| 217                               | Mikel Iturria (ESP)                | 41e                               |